# حاشیه دنده‌ای
حاشیه دنده‌ای (انگلیسی: Costal margin) از اتصال غضروف‌های دنده‌ای هفتم تا دهم ایجاد می‌شود. پایین‌ترین قسمت این حاشیه مربوط به غضروف دنده دهم می‌باشد و در سطح سومین مهره کمری (L3) واقع می‌شود. حاشیه دنده‌ای در ظاهر مرز بین سینه و شکم را مشخص می‌کند ولی به علت گنبدی بودن دیافراگم برخی از احشاء شکم در عمق دنده‌های آخر و بالاتر از حاشیه دنده‌ای واقع شده‌اند.